# جان بول كارا
جان بول كارا (بالفرنسية: Jean-Paul Cara)‏ هو كاتب أغاني فرنسي، ولد في 9 سبتمبر 1948 في مونبلييه في فرنسا.

## وصلات خارجية
- الموقع الرسمي
- جان بول كارا على موقع IMDb (الإنجليزية)
- جان بول كارا على موقع ميوزك برينز (الإنجليزية)
- جان بول كارا على موقع ديسكوغز (الإنجليزية)